# Meniscomorpha astrema
Meniscomorpha astrema là một loài tò vò trong họ Ichneumonidae.